# Ostružiník nutkajský
Ostružiník nutkajský (Rubus parviflorus) je druh ostružiníku vyskytující se na západě a severu Severní Ameriky, mezi Aljaškou, Michiganem a severním Mexikem. Zatímco na severu svého rozšíření roste většinou v nulové nadmořské výšce, na jihu se vyskytuje v pásmu okolo 2 500 metrů nad mořem.
Jedná se o hustý keř až 2,5 metru vysoký s výhonky s průměrem až 1,5 centimetru, často rostoucí ve velkých skupinách, kde se rozmnožuje pomocí podzemního oddenku. Na rozdíl od většiny zástupců svého druhu nemá trny. Jeho listy jsou dlanitě složené, s průměrem až 20 centimetrů a pěti laloky, a jsou chlupaté, ale na dotek hladké. Květy mají průměr zhruba 2 až 6 centimetrů s pěti bílými okvětními lístky a několika bledě žlutými tyčinkami. Tento druh ostružiníku má ze všech příslušníků rodu jedny z největších květů, což dělá z jeho latinského jména parviflorus (s malým květem) nevhodný název. Druh dále produkuje kyselé jedlé složené plody s průměrem zhruba jednoho centimetru, které zrají do jasně červené barvy v polovině až ke konci léta. Jedná se prakticky o malinu, takže jeho plod se ve skutečnosti skládá z několika malých peckovic okolo centrálního jádra plodu. Peckovice mohou být z plodu odstraněny, holé jádro plodu pak připomíná náprstek, z čehož pochází anglický název thimbleberry.
Tento druh se často vyskytuje podél silnic a železnic nebo na mýtinách, kde patří mezi druhy rané sukcese například po mýcení nebo lesních požárech. V lesích je pak částí podrostu společně s kapraděmi, trojčetkami nebo pstročky.
Plody ostružiníku nutkajského jsou větší, plošší a jemnější než obvyklé maliny a mají mnoho malých semen. Kvůli jemnosti plodu je obtížné jej balit a rozvážet, takže jeho pěstování za komerčními účely je velice vzácné. Divoké plody se však využívají k výrobě džemu, který je pak prodáván jako místní delikatesa v některých částech jeho rozšíření, především na poloostrově Keweenaw na severu Michiganu. Džem se vyrábí smícháním stejného objemu cukru a plodů, které se pak vaří po dobu dvou minut než se uschovají do sklenic. Plody mohou být konzumovány surové nebo usušené, ale nejsou vždy příliš chutné. Další ostatní části rostliny byly využívány indiány pro zdravotní účinky.
Nedaleko Squamish v kanadské provincii Britská Kolumbie byla nalezena varianta rostliny se dvěma květy. Její klony nejsou prodávány, ale jsou pěstovány v Botanické zahradě a centru výzkumu rostlin UBC ve Vancouveru a v zahradě tuzemských rostlin Královského britskokolumbijského muzea ve Victorii. Další rostlina se dvěma květy byla okolo roku 1975 nalezena v Monte Riu v severní Kalifornii, její klony se nyní prodávají na internetu.